# Ивар Иверсен
Ивар Иверсен  (норв. Ivar Iversen; Осло, 24. август 1914 — Осло, 19. август 2012) бивши је норвешки кајакаш на мирним водама, који се такмичио крајем 1940-их. Учествовао је на Олимпијским играма 1936. у Берлину у дисциплини К-1 1.000 метара у финалној трци освојио осмо место.
Иверсон је 12 година касније у Лондону, освојио сребрну медаљу у дисциплини К-1 штафета 4 к 500 м на Светском првенству 1948.. Поред њега у штафети су били: Ивар Матисен, Ханс Мартин Гулбрандсен и Ејвинд Скабо.